# Ambasciatore del Regno Unito negli Stati Uniti d'America
L'ambasciatore del Regno Unito negli Stati Uniti d'America è il primo rappresentante diplomatico del Regno Unito negli Stati Uniti d'America. Il titolo ufficiale è l'ambasciatore di Sua Maestà Britannica negli Stati Uniti d'America.
La residenza dell'ambasciatore è in Massachusetts Avenue a Washington, progettata da Sir Edwin Lutyens e costruita nel 1928.

## Capi di missioni

### Inviati straordinari e ministri plenipotenziari (1791-1893)
- 1791-1795: George Hammond
- 1796-1800: Sir Robert Liston[1]
- 1803-1806: Anthony Merry[2]

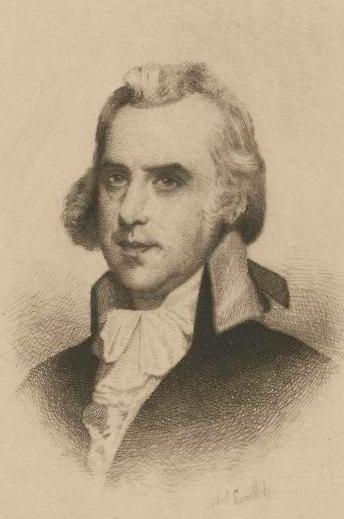
George Hammond.

- 1807-1809: David Erskine, II barone Erskine[3]
- 1809-1811: Francis Jackson[4]
- 1811-1812: Sir Augustus Foster
- 1815-1820: Sir Charles Bagot[5]
- 1820-1824: Stratford Canning[6]
- 1825-1835: Sir Charles Vaughan[7]
- 1835-1843: Sir Henry Fox[8]
- 1843-1847: Richard Pakenham[9]
- 1849-1852: Sir Henry Bulwer[10]
- 1852-1856: Sir John Crampton[11]
- 1857-1858: Francis Napier, X Lord Napier[12]
- 1858-1865: Richard Lyons, I visconte Lyons[13]
- 1865-1867: Sir Frederick Bruce[14]
- 1867-1881: Sir Edward Thornton[15]
- 1881-1888: Lionel Sackville-West, II barone Sackville[16]
- 1889-1893: Julian Pauncefote, I barone Pauncefote[17]

### Ambasciatori straordinari e plenipotenziari (dal 1893)
- 1893-1902: Julian Pauncefote, I barone Pauncefote
- 1902-1903: Michael Henry Herbert[18]
- 1903-1906: Sir Mortimer Durand[19]
- 1907-1913: James Bryce, I visconte Bryce[20]
- 1913-1918: Sir Cecil Spring Rice[21]
- 1918-1919: Rufus Isaacs, I marchese di Reading
- 1919-1920: Edward Grey, I visconte Grey
- 1920-1924: Sir Auckland Geddes
- 1924-1930: Esme Howard, I barone Howard[22]
- 1930-1939: Sir Ronald Lindsay[23]
- 1939-1940: Philip Kerr, XI marchese di Lothian
- 1940-1946: E. F. L. Wood, I conte di Halifax
- 1946-1948: Archibald Kerr, I barone Inverchapel[24]
- 1948-1952: Sir Oliver Franks
- 1953-1956: Roger Makins, I barone Sherfield[25]
- 1956-1961: Harold Caccia, barone Caccia[26]
- 1961-1965: David Ormsby-Gore, V barone Harlech[27]
- 1965-1969: Sir Patrick Dean[28]
- 1969-1971: John Freeman[29]
- 1971-1974: Rowland Baring, III conte di Cromer[30]
- 1974-1977: Sir Peter Ramsbotham[31]
- 1977-1979: Peter Jay[32]
- 1979-1982: Sir Nicholas Henderson[33]
- 1982-1986: Sir Oliver Wright
- 1986-1991: Sir Antony Acland[34]
- 1991-1995: Sir Robin Renwick
- 1995-1997: John Kerr, barone Kerr
- 1997-2003: Sir Christopher Meyer
- 2003-2007: Sir David Manning
- 2007-2012: Sir Nigel Sheinwald[35]
- 2012-2016: Sir Peter Westmacott[36]
- 2016–2019: Lord Darroch of Kew[37]
- 2020–oggi: Dame Karen Pierce[38]